# Pivovar Buštěhrad
Buštěhradský pivovar je areál bývalého pivovaru, pocházejícího už ze 16. století, ve kterém se pivo naposledy vařilo roku 1967. Administrativní budova pivovaru je chráněna jako kulturní památka.

## Historie
Buštěhrad získal právo várečné již v době jeho povýšení na město (1497). První zmínky o zdejším pivovaru, k němuž náležela i sladovna a chmelnice, pocházejí z roku 1548. Během třicetileté války byl podnik silně poškozen a dokonce vyrabován. Varní kotel měl být odtáhnut až do Drážďan. K velkolepé barokní přestavbě došlo roku 1755 a vedl ji Anselmo Lurago, podílející se i na nové koncepci buštěhradského zámku.
V pivovaru se vystřídalo mnoho majitelů, k nimž patřila například i Anna Marie Františka Toskánská. V roce 1847 se podnik dostal do vlastnictví Ferdinanda I. Dobrotivého a až do roku 1918 zůstal v habsburských rukou. Náležel tedy přímo císařské komoře. Roku 1873 byly vyhloubeny nové ležácké sklepy. Po únoru 1948 byl pivovar začleněn do správy podniku Berounsko-rakovnické pivovary, n.p.
Buštěhradské pivo mělo na našem území výbornou pověst, o čemž vypovídá výhra prvního místa na pivní přehlídce v Pardubicích v roce 1964. Již o tři roky později však podnik podlehl sílící konkurenci a poslední várka byla exportována dne 9. září 1967. Po privatizaci probíhala neúspěšná jednání o jeho demolici, jelikož se pro prázdný objekt nepodařilo najít uspokojivé využití. Studenti Ústavu památkové péče Fakulty architektury Českého vysokého učení technického v Praze vypracovali projekty, které zachovávají historickou hmotu barokního pivovaru a spojují ji s novým možným bytovým využitím. O záchranu areálu a zapsání všech budov na seznam kulturních památek bojuje místní občanské sdružení.
Od 29. prosince 2008 je bývalá administrativní budova pivovaru pod památkovou ochranou. Jedná se o barokní dům s mansardovou střechou a osovým rizalitem. Jeho přízemí je zaklenuté a obytné patro plochostropé.

## Galerie

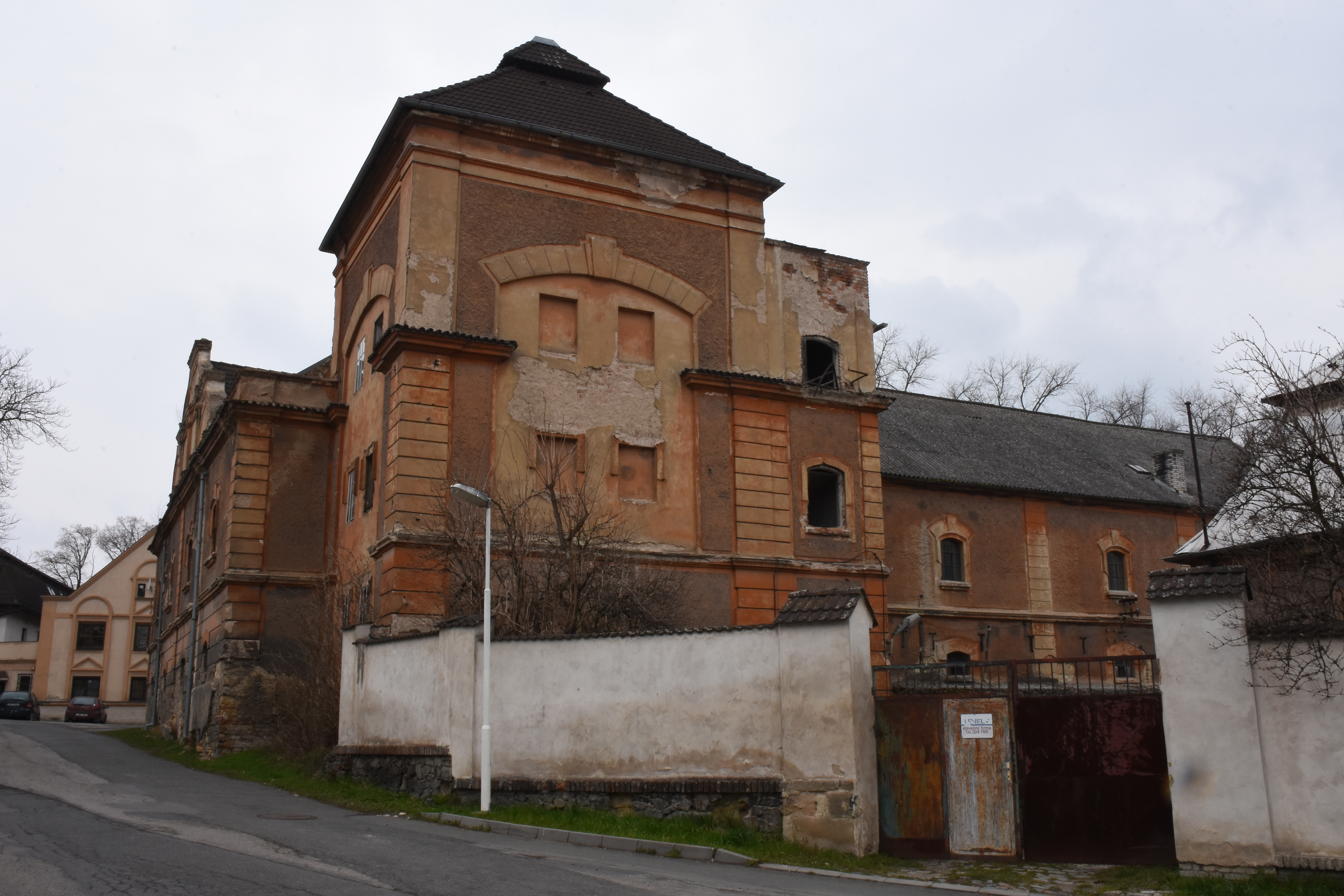
Detail provozní budovy
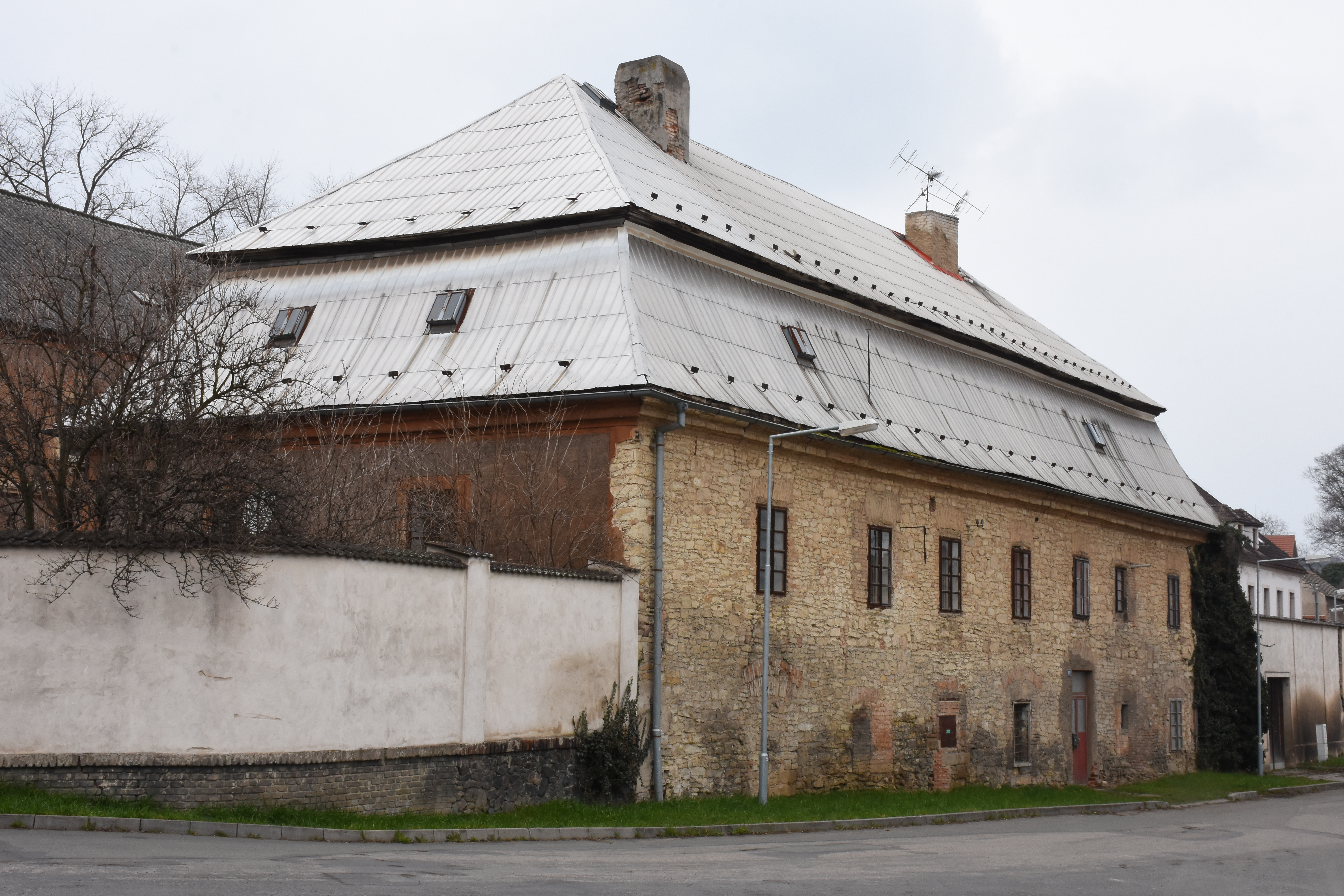
Detail památkově chráněné administrativní budovy